# جيري دبليو. كوبر
جيري دبليو. كوبر (بالإنجليزية: Jerry W. Cooper)‏ هو سياسي أمريكي، ولد في 6 أغسطس 1948. انتخب عضو مجلس ولاية تينيسي.